# Melodi Grand Prix 2011
Der 49. Melodi Grand Prix fand vom 15. Januar bis zum 12. Februar 2011 statt. Er diente dazu, den norwegischen Beitrag zum Eurovision Song Contest 2011 in Düsseldorf zu finden. Nach drei Halbfinalen, einer Zweite-Chance-Runde und dem großen Finale ging die Sängerin Stella Mwangi mit ihrem Titel Haba Haba als Siegerin hervor.

## Format

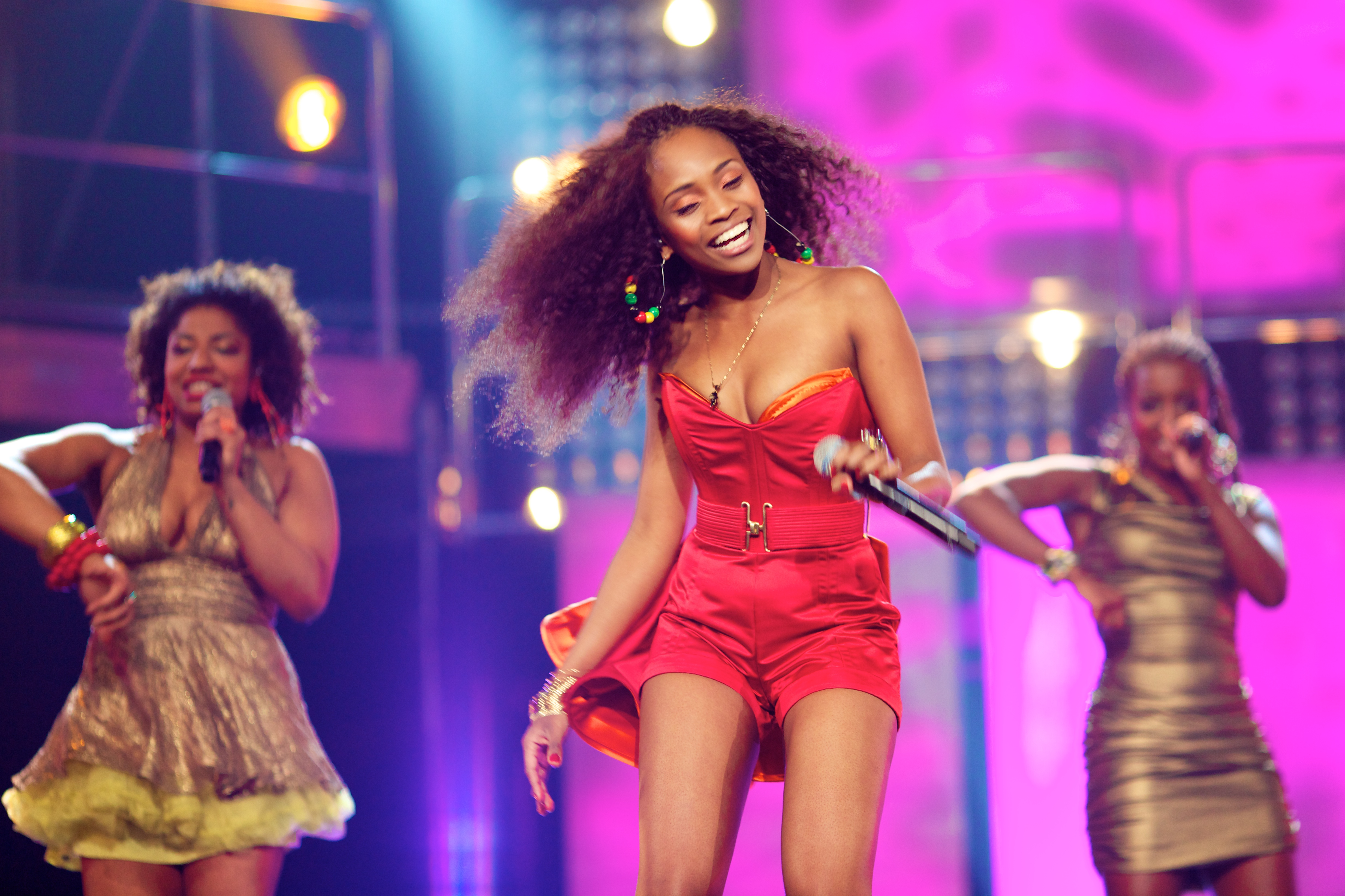
Die Gewinnerin des Melodi Grand Prix 2011: Stella Mwangi

Für den Melodi Grand Prix 2011 wurde das System der Vorjahre beibehalten. Aus drei Halbfinalen mit jeweils sieben Beiträgen qualifizieren sich nach einer Telefonabstimmung je die zwei Lieder mit den meisten Stimmen fürs große Finale. Platz drei und vier erhalten einen Platz in der Zweite-Chance-Runde (norwegisch Siste Sjansen). Die beiden fünftplatzierten Lieder, die den höchsten Anteil an Stimmen erreichen, erhalten einen Platz in der Zweiten-Chance-Runde. Diese ist nach dem K.-o.-System aufgebaut. Die acht Teilnehmer werden auf vier Duelle aufgeteilt. Die Sieger ziehen in die zweite Runde ein, in der aus zwei Duellen die beiden Finalqualifikanten hervorgehen.
Im Finale werden durch die Zuschauer zunächst die vier beliebtesten Beiträge bestimmt, die ins Superfinale einziehen. Die Abstimmung im Superfinale ist – anders als in den Vorrunden – unterteilt. Neben der in zwei Regionen (Nord-, West- und Südnorwegen sowie Ostnorwegen und Trøndelag) aufgeteilten Telefonwertung stimmt noch das Saalpublikum im Oslo Spektrum sowie vier regionale Jurys ab. Diese befinden sich in den vier Ausrichtungsorten der Halbfinale und der Siste Sjansen und können die Punktzahlen 2.000, 4.000, 6.000, 8.000 vergeben.
Beiträge konnten bis zum 15. September 2010 eingereicht werden; insgesamt gab es 700 Einsendungen. Die ersten neun Lieder wurden am 22. November 2010 auf einer Pressekonferenz bekanntgegeben, die restlichen zwölf eine Woche später.

### Sendungen
| Ørland |

| Florø |

| Skien |

| Sarpsborg |

| Oslo |

| Sendung       | Datum            | Stadt     | Austragungsort                      | Vorherige Austragungen        |
| ------------- | ---------------- | --------- | ----------------------------------- | ----------------------------- |
| Delfinale 1   | 15. Januar 2011  | Ørland    | Hangar E des Ørland hovedflystasjon | 2010                          |
| Delfinale 2   | 22. Januar 2011  | Florø     | Florø Idrettssenter                 | –                             |
| Delfinale 3   | 29. Januar 2011  | Skien     | Skien Fritidspark                   | 2009, 2010                    |
| Siste Sjansen | 05. Februar 2011 | Sarpsborg | Sparta Amfi                         | 2010                          |
| Finale        | 12. Februar 2011 | Oslo      | Oslo Spektrum                       | 1992, 1994, 1995, 2001, 2003– |

## Halbfinale

### Erstes Halbfinale
| Platz | Startnr. | Interpret       | Lied Musik (M) und Text (T)                                                                            | Sprache    | Übersetzung (Inoffiziell)                     |
| ----- | -------- | --------------- | --- | ---------- | --------------------------------------------- |
| 1.    | 7        | Åste & Rikke    | Not that Easy (Ah-Oh-Ah-Oh) M/T: Rikke Normann                                                         | Englisch   | Nicht so einfach (Ah-Oh-Ah-Oh)                |
| 2.    | 3        | Helene Bøksle   | Vardlokk M: Helene Bøksle, Sindre Hotvedt, Knut Avenstroup Haugen; T: Cecilie Larsen                   | Norwegisch | –                                             |
| 3.    | 4        | Sie Gubba       | Alt du vil ha M: Magne Ålmas; T: Petter Øien                                                           | Norwegisch | Alles was du willst                           |
| 4.    | 2        | Use Me          | Daisy M/T: Jim André Bergsted                                                                          | Englisch   | –                                             |
| 5.    | 5        | Gatas Parlament | Jobbe litt mindre og tjene litt mer M: Alex Molkom; T: Aslak Borgersrud, Elling Borgersrud, Don Martin | Norwegisch | Arbeite etwas weniger und verdiene etwas mehr |
| –     | 1        | Carina Dahl     | Guns and Boys M/T: Carina Dahl, Nanna Martorell, Hanne Sørvaag                                         | Englisch   | Waffen und Jungs                              |
| –     | 6        | Sichelle        | Trenger mer M/T: Christine Dancke                                                                      | Norwegisch | Brauche mehr                                  |

 Kandidat hat sich für das Finale qualifiziert.
 Kandidat hat sich für die Siste Sjansen qualifiziert.

### Zweites Halbfinale
| Platz | Startnr. | Interpret         | Lied Musik (M) und Text (T)                                            | Sprache  | Übersetzung (Inoffiziell)    |
| ----- | -------- | ----------------- | ---------------------------------------------------------------------- | -------- | ---------------------------- |
| 1.    | 2        | Babel Fish        | Depend on Me M/T: Halvor Holter, Tarjei van Ravens                     | Englisch | Abhängig von mir             |
| 2.    | 6        | Hanne Sørvaag     | You’re like a Melody M/T: Hanne Sørvaag, Martin Hansen                 | Englisch | Du bist wie eine Melodie     |
| 3.    | 5        | Endre Nordvik     | Oh Oh (Puppy Love) M/T: Samsaya, Jarl Aanested                         | Englisch | Oh Oh (Jugendliebe)          |
| 4.    | 7        | Mimi Blix         | Allergic M/T: Merethe La Verde, Kjetil Schei                           | Englisch | Allergisch                   |
| 5.    | 1        | Pernille & Marius | I’ll Be Yours M/T: Ovidiu Cernăuțeanu, Johanna Demker, Björn Djupström | Englisch | Ich werde dein sein          |
| –     | 3        | Marika Lejon      | Hungry for You (Gipsydance) M/T: Marika Lejon                          | Englisch | Hungrig nach Dir (Gipsytanz) |
| –     | 4        | Isabella Leroy    | Sand M/T: Isabella Leroy                                               | Englisch | Sand                         |

 Kandidat hat sich für das Finale qualifiziert.
 Kandidat hat sich für die Siste Sjansen qualifiziert.

### Drittes Halbfinale
| Platz | Startnr. | Interpret         | Lied Musik (M) und Text (T)                                                        | Sprache           | Übersetzung (Inoffiziell) |
| ----- | -------- | ----------------- | ---------------------------------------------------------------------------------- | ----------------- | ------------------------- |
| 1.    | 6        | Stella Mwangi     | Haba Haba M: Beyond51, Big City; T: Stella Mwangi                                  | Englisch, Swahili | Nach und nach             |
| 2.    | 5        | The BlackSheeps   | Dance Tonight M/T: Agnete Kristin Johnsen, Emelie Nilsen                           | Englisch          | Heute Nacht tanzen        |
| 3.    | 7        | The Lucky Bullets | Fire Below M/T: Knud Kleppe                                                        | Englisch          | Unten Feuer               |
| 4.    | 1        | Susperia          | Nothing Remains M/T: Susperia                                                      | Englisch          | Nichts bleibt             |
| –     | 2        | Noora Norr        | Gone with the Wind M/T: Simone Larsen, Moh Denebi, Jennifer Brown, Björn Djupström | Englisch          | Vom Winde verweht         |
| –     | 3        | Girl Happy        | SOS M/T: Tor Einar Krogtoft-Jensen, Christoffer Bergersen                          | Englisch          | SOS                       |
| –     | 4        | Grethe Svensen    | Like Dreamers Do M: Grethe Svensen, Tommy Berre; T: Simon Anthony Walker           | Englisch          | Wie Träumer es tun        |

 Kandidat hat sich für das Finale qualifiziert.
 Kandidat hat sich für die Siste Sjansen qualifiziert.

## Siste Sjansen
|  | Erste Runde                                           | Erste Runde                    |                                |               | Zweite Runde | Zweite Runde |  |  | Qualifikanten | Qualifikanten |
|  |                                                       |                                |                                |               |              |              |  |  |               |               |
|  | Use Me – Daisy                                        | weiter                         |                                |               |              |              |  |  |               |               |
|  | Pernille & Marius – I'll Be Yours                     | ausgeschieden                  |                                |               |              |              |  |  |               |               |
|  | Pernille & Marius – I'll Be Yours                     | ausgeschieden                  | Use Me – Daisy                 | ausgeschieden |              |              |  |  |               |               |
|  |                                                       |                                | Use Me – Daisy                 | ausgeschieden |              |              |  |  |               |               |
|  |                                                       | Sie Gubba – Alt du vil ha      | weiter                         |               |              |              |  |  |               |               |
|  | Sie Gubba – Alt du vil ha                             | Sie Gubba – Alt du vil ha      | weiter                         | weiter        |              |              |  |  |               |               |
|  | Sie Gubba – Alt du vil ha                             |                                |                                | weiter        |              |              |  |  |               |               |
|  | Mimi Blix – Allergic                                  | ausgeschieden                  |                                |               |              |              |  |  |               |               |
|  |                                                       |                                | Sie Gubba – Alt du vil ha      | weiter        |              |              |  |  |               |               |
|  |                                                       | The Lucky Bullets – Fire Below | weiter                         |               |              |              |  |  |               |               |
|  | Gatas Parlament – Jobbe litt mindre og tjene litt mer | ausgeschieden                  |                                |               |              |              |  |  |               |               |
|  | The Lucky Bullets – Fire Below                        | weiter                         |                                |               |              |              |  |  |               |               |
|  | The Lucky Bullets – Fire Below                        | weiter                         | The Lucky Bullets – Fire Below | weiter        |              |              |  |  |               |               |
|  |                                                       |                                | The Lucky Bullets – Fire Below | weiter        |              |              |  |  |               |               |
|  |                                                       | Susperia – Nothing Remains     | ausgeschieden                  |               |              |              |  |  |               |               |
|  | Endre – Oh, Oh (Puppy Love)                           | Susperia – Nothing Remains     | ausgeschieden                  | ausgeschieden |              |              |  |  |               |               |
|  | Endre – Oh, Oh (Puppy Love)                           |                                |                                | ausgeschieden |              |              |  |  |               |               |
|  | Susperia – Nothing Remains                            | weiter                         |                                |               |              |              |  |  |               |               |

## Finale
Das Finale fand am 12. Februar 2011 im Oslo Spektrum in Oslo statt.
| Platz | Startnr. | Interpret         | Lied                                                                                 | Zuschauerstimmen (SMS) |
| ----- | -------- | ----------------- | ------------------------------------------------------------------------------------ | ---------------------- |
| 1.    | 6        | Stella Mwangi     | Haba Haba M: Beyond51, Big City; T: Stella Mwangi                                    | 280.217                |
| 2.    | 5        | The BlackSheeps   | Dance Tonight M/T: Agnete Kristin Johnsen, Emelie Nilsen                             | 155.059                |
| 3.    | 4        | The Lucky Bullets | Fire Below M/T: Knud Kleppe                                                          | 115.793                |
| 4.    | 2        | Sie Gubba         | Alt du vil ha M: Magne Ålmas; T: Petter Øien                                         | 094.884                |
| –     | 1        | Helene Bøksle     | Vardlokk M: Helene Bøksle, Sindre Hotvedt, Knut Avenstroup Haugen; T: Cecilie Larsen | –                      |
| –     | 3        | Babel Fish        | Depend on Me M/T: Halvor Holter, Tarjei van Ravens                                   | –                      |
| –     | 7        | Åste & Rikke      | Not that Easy (Ah-Oh-Ah-Oh) M/T: Rikke Normann                                       | –                      |
| –     | 8        | Hanne Sørvaag     | You’re like a Melody M/T: Hanne Sørvaag, Martin Hansen                               | –                      |

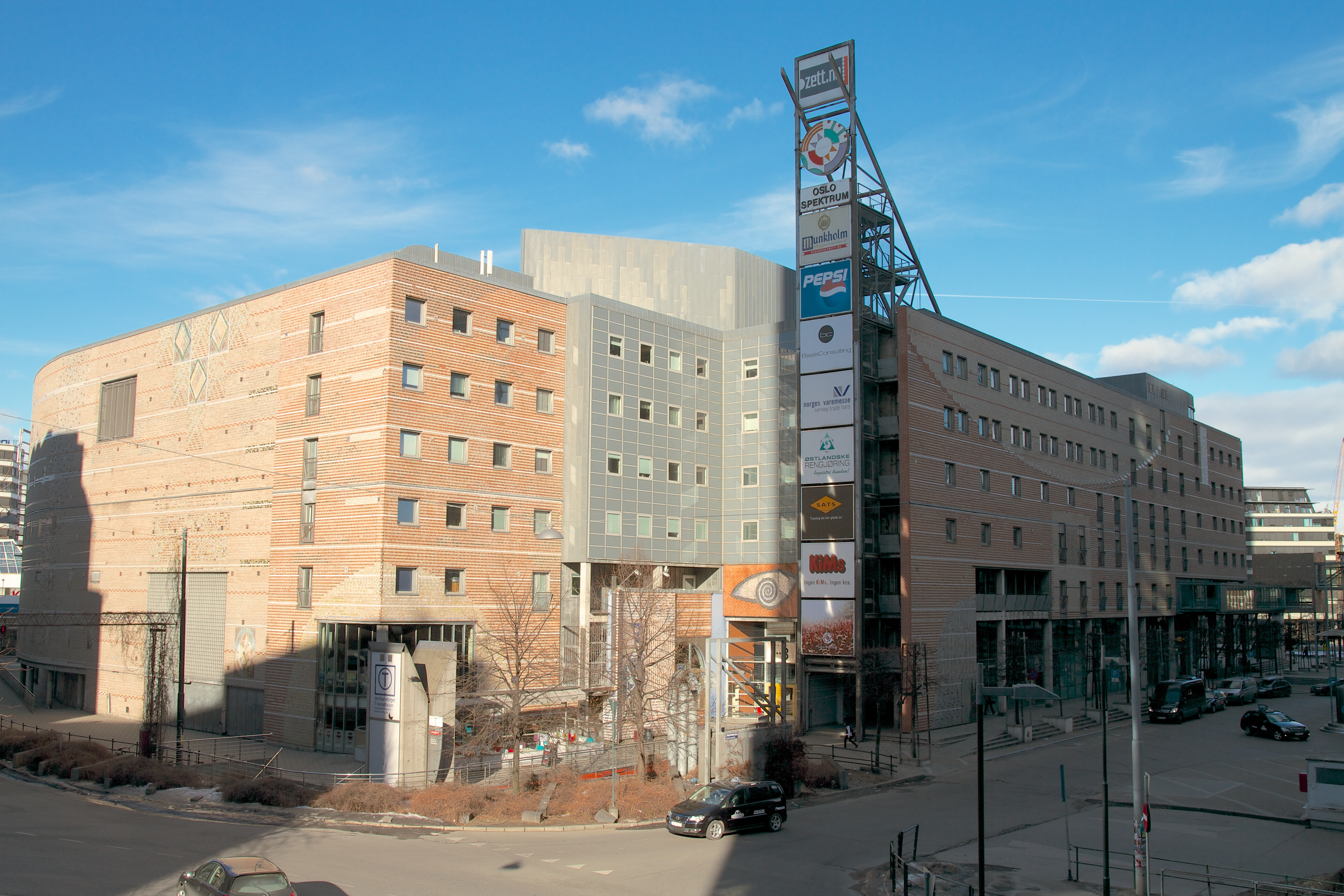
Oslo Spektrum

 Kandidat hat sich für das Goldfinale qualifiziert.

### Goldfinale
| Platz | Interpret         | Lied                                                     | Juryvoting nach Region | Juryvoting nach Region | Juryvoting nach Region | Juryvoting nach Region | Juryvoting nach Region | Juryvoting nach Region | Zuschauerstimmen nach Region (SMS) | Zuschauerstimmen nach Region (SMS) | Zuschauerstimmen nach Region (SMS) | Gesamt  |
| Platz | Interpret         | Lied                                                     | Spektrum               | Ørland                 | Florø                  | Skien                  | Sarpsborg              | Gesamt                 | Nord-, West-, Südnorwegen          | Ostnorwegen, Trøndelag             | Gesamt                             | Gesamt  |
| ----- | ----------------- | -------------------------------------------------------- | ---------------------- | ---------------------- | ---------------------- | ---------------------- | ---------------------- | ---------------------- | ---------------------------------- | ---------------------------------- | ---------------------------------- | ------- |
| 1.    | Stella Mwangi     | Haba Haba M: Beyond51, Big City; T: Stella Mwangi        | 3.616                  | 6.000                  | 6.000                  | 8.000                  | 8.000                  | 31.616                 | 121.388                            | 127213                             | 248.601                            | 280.217 |
| 2.    | The BlackSheeps   | Dance Tonight M/T: Agnete Kristin Johnsen, Emelie Nilsen | 1.602                  | 8.000                  | 8.000                  | 6.000                  | 4.000                  | 27.602                 | 050.088                            | 077.369                            | 127.457                            | 155.059 |
| 3.    | The Lucky Bullets | Fire Below M/T: Knud Kleppe                              | 2.397                  | 2.000                  | 4.000                  | 4.000                  | 6.000                  | 18.397                 | 051.976                            | 045.420                            | 097.396                            | 115.793 |
| 4.    | Sie Gubba         | Alt du vil ha M: Magne Ålmas; T: Petter Øien             | 0386                   | 4.000                  | 2.000                  | 2.000                  | 2.000                  | 10.386                 | 025.906                            | 058.592                            | 084.498                            | 094.884 |

## Eurovision Song Contest
Da Norwegen kein Teil der Großen Fünf (diejenigen Länder mit dem höchsten finanziellen Beitrag zum Wettbewerb, also Deutschland, Frankreich, Italien, Spanien und das Vereinigte Königreich) noch der Gastgeber des Eurovision Song Contests 2011 war, musste es sich zunächst durch eines der Halbfinale qualifizieren. Stella Mwangi trat somit im ersten Halbfinale auf der Startposition 02 auf. Sie wurde dabei unterstützt von zwei Tänzerinnen und drei Hintergrundsängern.
Beim Wettbewerb erreichte Mwangi mit Haba Haba im ersten Halbfinale lediglich den 17. Rang mit 30 Punkten, schied also recht deutlich aus. Dies ist auf die nationalen Jurys zurückzuführen, deren Ergebnis zu 50 % ins Gesamtergebnis eines Landes einfließt. Hier erreichte sie ebenfalls Platz 17, während sie sich mit dem neunten Platz bei den Zuschauern qualifiziert hätte. Vor dem Wettbewerb galt Mwangi als eine der Favoritinnen auf den Gesamtsieg, somit kam das Aus im Halbfinale recht überraschend. Haba Haba war der erste Beitrag beim Eurovision Song Contest, der Text in Swahili enthält.